# Cumont
Cumont település Franciaországban, Tarn-et-Garonne megyében. Lakosainak száma 51 fő (2022. január 1.). Cumont Castéron, Pessoulens, Gimat, Glatens, Lamothe-Cumont és Marignac községekkel határos.

## Népesség
A település népességének változása:
| Lakosok száma | 52   | 53   | 52   | 51   | 51   | 51   | 51   | 51   |
|               | 2013 | 2015 | 2017 | 2018 | 2019 | 2020 | 2021 | 2022 |